# メルシオル・ンダダイエ
メルシオル・ヌダダイエ（Melchior Ndadaye, 1953年3月28日 - 1993年10月21日）は、ブルンジの政治家で大統領。フツ族。
1993年の選挙でブルンジ民主戦線(FRODEBU)から出馬し当選、同国初のフツ族大統領となり、少数派ツチ族による支配から多数派フツ族の統治へと移行させたが、同年10月にフランソワ・ンゲゼ率いるツチ族強硬派により暗殺された。